# Coup candidat
Cet article utilise la notation algébrique pour décrire des coups du jeu d'échecs.
Dans les jeux de société combinatoires abstraits, un coup candidat est un coup qui, après un examen rapide de la position, mérite une analyse plus approfondie. Bien qu'en théorie l'idée de coups candidats puisse être appliquée à des jeux tels que les Dames, le Go et le Xiangqi, elle est le plus souvent utilisée dans le contexte des Échecs.
L'idée des coups candidats a été avancée pour la première fois par le Grand maître international Alexandre Kotov dans son livre Pensez comme un grand maître. Dans cet ouvrage, Kotov recommandait de rechercher plusieurs coups qui semblaient réalisables – les coups candidats proprement dits – puis d'analyser ces coups un par un.
Une conclusion surprenante des recherches de Adriaan de Groot a été que, pour les grands-maîtres, la détermination de bons coups commence dès les premières secondes d'observation de la position. De fait, il a défini quatre phases du processus de réflexion :
- La phase d'orientation est la phase perceptuelle qui précède l'exploration ; le fort joueur y recherche des configurations typiques, ce qui lui permet de formuler des idées générales sur la marche à suivre[4].
- La phase d'exploration, qui se caractérise par la recherche active de coups candidats[5].
- La phase d'investigation, où l'analyse concrète des variantes assure la détermination du meilleur coup candidat[5].
- La phase de réexamen, au cours de laquelle le joueur contrôle la validité du choix effectué au cours de la troisième étape[5].

|   | a | b | c | d | e | f | g | h |   |
| 8 | Cavalier noir sur case blanche e8 · Roi noir sur case noire f8 · Fou noir sur case blanche b7 · Pion noir sur case noire f6 · Pion blanc sur case blanche b5 · Cavalier blanc sur case blanche d5 · Roi blanc sur case noire e5 · Pion noir sur case noire g5 · Pion noir sur case noire h4 · Fou blanc sur case blanche d3 · Pion blanc sur case blanche h3 · Pion blanc sur case blanche g2 | Cavalier noir sur case blanche e8 · Roi noir sur case noire f8 · Fou noir sur case blanche b7 · Pion noir sur case noire f6 · Pion blanc sur case blanche b5 · Cavalier blanc sur case blanche d5 · Roi blanc sur case noire e5 · Pion noir sur case noire g5 · Pion noir sur case noire h4 · Fou blanc sur case blanche d3 · Pion blanc sur case blanche h3 · Pion blanc sur case blanche g2 | Cavalier noir sur case blanche e8 · Roi noir sur case noire f8 · Fou noir sur case blanche b7 · Pion noir sur case noire f6 · Pion blanc sur case blanche b5 · Cavalier blanc sur case blanche d5 · Roi blanc sur case noire e5 · Pion noir sur case noire g5 · Pion noir sur case noire h4 · Fou blanc sur case blanche d3 · Pion blanc sur case blanche h3 · Pion blanc sur case blanche g2 | Cavalier noir sur case blanche e8 · Roi noir sur case noire f8 · Fou noir sur case blanche b7 · Pion noir sur case noire f6 · Pion blanc sur case blanche b5 · Cavalier blanc sur case blanche d5 · Roi blanc sur case noire e5 · Pion noir sur case noire g5 · Pion noir sur case noire h4 · Fou blanc sur case blanche d3 · Pion blanc sur case blanche h3 · Pion blanc sur case blanche g2 | Cavalier noir sur case blanche e8 · Roi noir sur case noire f8 · Fou noir sur case blanche b7 · Pion noir sur case noire f6 · Pion blanc sur case blanche b5 · Cavalier blanc sur case blanche d5 · Roi blanc sur case noire e5 · Pion noir sur case noire g5 · Pion noir sur case noire h4 · Fou blanc sur case blanche d3 · Pion blanc sur case blanche h3 · Pion blanc sur case blanche g2 | Cavalier noir sur case blanche e8 · Roi noir sur case noire f8 · Fou noir sur case blanche b7 · Pion noir sur case noire f6 · Pion blanc sur case blanche b5 · Cavalier blanc sur case blanche d5 · Roi blanc sur case noire e5 · Pion noir sur case noire g5 · Pion noir sur case noire h4 · Fou blanc sur case blanche d3 · Pion blanc sur case blanche h3 · Pion blanc sur case blanche g2 | Cavalier noir sur case blanche e8 · Roi noir sur case noire f8 · Fou noir sur case blanche b7 · Pion noir sur case noire f6 · Pion blanc sur case blanche b5 · Cavalier blanc sur case blanche d5 · Roi blanc sur case noire e5 · Pion noir sur case noire g5 · Pion noir sur case noire h4 · Fou blanc sur case blanche d3 · Pion blanc sur case blanche h3 · Pion blanc sur case blanche g2 | Cavalier noir sur case blanche e8 · Roi noir sur case noire f8 · Fou noir sur case blanche b7 · Pion noir sur case noire f6 · Pion blanc sur case blanche b5 · Cavalier blanc sur case blanche d5 · Roi blanc sur case noire e5 · Pion noir sur case noire g5 · Pion noir sur case noire h4 · Fou blanc sur case blanche d3 · Pion blanc sur case blanche h3 · Pion blanc sur case blanche g2 | 8 |
| 7 | Cavalier noir sur case blanche e8 · Roi noir sur case noire f8 · Fou noir sur case blanche b7 · Pion noir sur case noire f6 · Pion blanc sur case blanche b5 · Cavalier blanc sur case blanche d5 · Roi blanc sur case noire e5 · Pion noir sur case noire g5 · Pion noir sur case noire h4 · Fou blanc sur case blanche d3 · Pion blanc sur case blanche h3 · Pion blanc sur case blanche g2 | Cavalier noir sur case blanche e8 · Roi noir sur case noire f8 · Fou noir sur case blanche b7 · Pion noir sur case noire f6 · Pion blanc sur case blanche b5 · Cavalier blanc sur case blanche d5 · Roi blanc sur case noire e5 · Pion noir sur case noire g5 · Pion noir sur case noire h4 · Fou blanc sur case blanche d3 · Pion blanc sur case blanche h3 · Pion blanc sur case blanche g2 | Cavalier noir sur case blanche e8 · Roi noir sur case noire f8 · Fou noir sur case blanche b7 · Pion noir sur case noire f6 · Pion blanc sur case blanche b5 · Cavalier blanc sur case blanche d5 · Roi blanc sur case noire e5 · Pion noir sur case noire g5 · Pion noir sur case noire h4 · Fou blanc sur case blanche d3 · Pion blanc sur case blanche h3 · Pion blanc sur case blanche g2 | Cavalier noir sur case blanche e8 · Roi noir sur case noire f8 · Fou noir sur case blanche b7 · Pion noir sur case noire f6 · Pion blanc sur case blanche b5 · Cavalier blanc sur case blanche d5 · Roi blanc sur case noire e5 · Pion noir sur case noire g5 · Pion noir sur case noire h4 · Fou blanc sur case blanche d3 · Pion blanc sur case blanche h3 · Pion blanc sur case blanche g2 | Cavalier noir sur case blanche e8 · Roi noir sur case noire f8 · Fou noir sur case blanche b7 · Pion noir sur case noire f6 · Pion blanc sur case blanche b5 · Cavalier blanc sur case blanche d5 · Roi blanc sur case noire e5 · Pion noir sur case noire g5 · Pion noir sur case noire h4 · Fou blanc sur case blanche d3 · Pion blanc sur case blanche h3 · Pion blanc sur case blanche g2 | Cavalier noir sur case blanche e8 · Roi noir sur case noire f8 · Fou noir sur case blanche b7 · Pion noir sur case noire f6 · Pion blanc sur case blanche b5 · Cavalier blanc sur case blanche d5 · Roi blanc sur case noire e5 · Pion noir sur case noire g5 · Pion noir sur case noire h4 · Fou blanc sur case blanche d3 · Pion blanc sur case blanche h3 · Pion blanc sur case blanche g2 | Cavalier noir sur case blanche e8 · Roi noir sur case noire f8 · Fou noir sur case blanche b7 · Pion noir sur case noire f6 · Pion blanc sur case blanche b5 · Cavalier blanc sur case blanche d5 · Roi blanc sur case noire e5 · Pion noir sur case noire g5 · Pion noir sur case noire h4 · Fou blanc sur case blanche d3 · Pion blanc sur case blanche h3 · Pion blanc sur case blanche g2 | Cavalier noir sur case blanche e8 · Roi noir sur case noire f8 · Fou noir sur case blanche b7 · Pion noir sur case noire f6 · Pion blanc sur case blanche b5 · Cavalier blanc sur case blanche d5 · Roi blanc sur case noire e5 · Pion noir sur case noire g5 · Pion noir sur case noire h4 · Fou blanc sur case blanche d3 · Pion blanc sur case blanche h3 · Pion blanc sur case blanche g2 | 7 |
| 6 | Cavalier noir sur case blanche e8 · Roi noir sur case noire f8 · Fou noir sur case blanche b7 · Pion noir sur case noire f6 · Pion blanc sur case blanche b5 · Cavalier blanc sur case blanche d5 · Roi blanc sur case noire e5 · Pion noir sur case noire g5 · Pion noir sur case noire h4 · Fou blanc sur case blanche d3 · Pion blanc sur case blanche h3 · Pion blanc sur case blanche g2 | Cavalier noir sur case blanche e8 · Roi noir sur case noire f8 · Fou noir sur case blanche b7 · Pion noir sur case noire f6 · Pion blanc sur case blanche b5 · Cavalier blanc sur case blanche d5 · Roi blanc sur case noire e5 · Pion noir sur case noire g5 · Pion noir sur case noire h4 · Fou blanc sur case blanche d3 · Pion blanc sur case blanche h3 · Pion blanc sur case blanche g2 | Cavalier noir sur case blanche e8 · Roi noir sur case noire f8 · Fou noir sur case blanche b7 · Pion noir sur case noire f6 · Pion blanc sur case blanche b5 · Cavalier blanc sur case blanche d5 · Roi blanc sur case noire e5 · Pion noir sur case noire g5 · Pion noir sur case noire h4 · Fou blanc sur case blanche d3 · Pion blanc sur case blanche h3 · Pion blanc sur case blanche g2 | Cavalier noir sur case blanche e8 · Roi noir sur case noire f8 · Fou noir sur case blanche b7 · Pion noir sur case noire f6 · Pion blanc sur case blanche b5 · Cavalier blanc sur case blanche d5 · Roi blanc sur case noire e5 · Pion noir sur case noire g5 · Pion noir sur case noire h4 · Fou blanc sur case blanche d3 · Pion blanc sur case blanche h3 · Pion blanc sur case blanche g2 | Cavalier noir sur case blanche e8 · Roi noir sur case noire f8 · Fou noir sur case blanche b7 · Pion noir sur case noire f6 · Pion blanc sur case blanche b5 · Cavalier blanc sur case blanche d5 · Roi blanc sur case noire e5 · Pion noir sur case noire g5 · Pion noir sur case noire h4 · Fou blanc sur case blanche d3 · Pion blanc sur case blanche h3 · Pion blanc sur case blanche g2 | Cavalier noir sur case blanche e8 · Roi noir sur case noire f8 · Fou noir sur case blanche b7 · Pion noir sur case noire f6 · Pion blanc sur case blanche b5 · Cavalier blanc sur case blanche d5 · Roi blanc sur case noire e5 · Pion noir sur case noire g5 · Pion noir sur case noire h4 · Fou blanc sur case blanche d3 · Pion blanc sur case blanche h3 · Pion blanc sur case blanche g2 | Cavalier noir sur case blanche e8 · Roi noir sur case noire f8 · Fou noir sur case blanche b7 · Pion noir sur case noire f6 · Pion blanc sur case blanche b5 · Cavalier blanc sur case blanche d5 · Roi blanc sur case noire e5 · Pion noir sur case noire g5 · Pion noir sur case noire h4 · Fou blanc sur case blanche d3 · Pion blanc sur case blanche h3 · Pion blanc sur case blanche g2 | Cavalier noir sur case blanche e8 · Roi noir sur case noire f8 · Fou noir sur case blanche b7 · Pion noir sur case noire f6 · Pion blanc sur case blanche b5 · Cavalier blanc sur case blanche d5 · Roi blanc sur case noire e5 · Pion noir sur case noire g5 · Pion noir sur case noire h4 · Fou blanc sur case blanche d3 · Pion blanc sur case blanche h3 · Pion blanc sur case blanche g2 | 6 |
| 5 | Cavalier noir sur case blanche e8 · Roi noir sur case noire f8 · Fou noir sur case blanche b7 · Pion noir sur case noire f6 · Pion blanc sur case blanche b5 · Cavalier blanc sur case blanche d5 · Roi blanc sur case noire e5 · Pion noir sur case noire g5 · Pion noir sur case noire h4 · Fou blanc sur case blanche d3 · Pion blanc sur case blanche h3 · Pion blanc sur case blanche g2 | Cavalier noir sur case blanche e8 · Roi noir sur case noire f8 · Fou noir sur case blanche b7 · Pion noir sur case noire f6 · Pion blanc sur case blanche b5 · Cavalier blanc sur case blanche d5 · Roi blanc sur case noire e5 · Pion noir sur case noire g5 · Pion noir sur case noire h4 · Fou blanc sur case blanche d3 · Pion blanc sur case blanche h3 · Pion blanc sur case blanche g2 | Cavalier noir sur case blanche e8 · Roi noir sur case noire f8 · Fou noir sur case blanche b7 · Pion noir sur case noire f6 · Pion blanc sur case blanche b5 · Cavalier blanc sur case blanche d5 · Roi blanc sur case noire e5 · Pion noir sur case noire g5 · Pion noir sur case noire h4 · Fou blanc sur case blanche d3 · Pion blanc sur case blanche h3 · Pion blanc sur case blanche g2 | Cavalier noir sur case blanche e8 · Roi noir sur case noire f8 · Fou noir sur case blanche b7 · Pion noir sur case noire f6 · Pion blanc sur case blanche b5 · Cavalier blanc sur case blanche d5 · Roi blanc sur case noire e5 · Pion noir sur case noire g5 · Pion noir sur case noire h4 · Fou blanc sur case blanche d3 · Pion blanc sur case blanche h3 · Pion blanc sur case blanche g2 | Cavalier noir sur case blanche e8 · Roi noir sur case noire f8 · Fou noir sur case blanche b7 · Pion noir sur case noire f6 · Pion blanc sur case blanche b5 · Cavalier blanc sur case blanche d5 · Roi blanc sur case noire e5 · Pion noir sur case noire g5 · Pion noir sur case noire h4 · Fou blanc sur case blanche d3 · Pion blanc sur case blanche h3 · Pion blanc sur case blanche g2 | Cavalier noir sur case blanche e8 · Roi noir sur case noire f8 · Fou noir sur case blanche b7 · Pion noir sur case noire f6 · Pion blanc sur case blanche b5 · Cavalier blanc sur case blanche d5 · Roi blanc sur case noire e5 · Pion noir sur case noire g5 · Pion noir sur case noire h4 · Fou blanc sur case blanche d3 · Pion blanc sur case blanche h3 · Pion blanc sur case blanche g2 | Cavalier noir sur case blanche e8 · Roi noir sur case noire f8 · Fou noir sur case blanche b7 · Pion noir sur case noire f6 · Pion blanc sur case blanche b5 · Cavalier blanc sur case blanche d5 · Roi blanc sur case noire e5 · Pion noir sur case noire g5 · Pion noir sur case noire h4 · Fou blanc sur case blanche d3 · Pion blanc sur case blanche h3 · Pion blanc sur case blanche g2 | Cavalier noir sur case blanche e8 · Roi noir sur case noire f8 · Fou noir sur case blanche b7 · Pion noir sur case noire f6 · Pion blanc sur case blanche b5 · Cavalier blanc sur case blanche d5 · Roi blanc sur case noire e5 · Pion noir sur case noire g5 · Pion noir sur case noire h4 · Fou blanc sur case blanche d3 · Pion blanc sur case blanche h3 · Pion blanc sur case blanche g2 | 5 |
| 4 | Cavalier noir sur case blanche e8 · Roi noir sur case noire f8 · Fou noir sur case blanche b7 · Pion noir sur case noire f6 · Pion blanc sur case blanche b5 · Cavalier blanc sur case blanche d5 · Roi blanc sur case noire e5 · Pion noir sur case noire g5 · Pion noir sur case noire h4 · Fou blanc sur case blanche d3 · Pion blanc sur case blanche h3 · Pion blanc sur case blanche g2 | Cavalier noir sur case blanche e8 · Roi noir sur case noire f8 · Fou noir sur case blanche b7 · Pion noir sur case noire f6 · Pion blanc sur case blanche b5 · Cavalier blanc sur case blanche d5 · Roi blanc sur case noire e5 · Pion noir sur case noire g5 · Pion noir sur case noire h4 · Fou blanc sur case blanche d3 · Pion blanc sur case blanche h3 · Pion blanc sur case blanche g2 | Cavalier noir sur case blanche e8 · Roi noir sur case noire f8 · Fou noir sur case blanche b7 · Pion noir sur case noire f6 · Pion blanc sur case blanche b5 · Cavalier blanc sur case blanche d5 · Roi blanc sur case noire e5 · Pion noir sur case noire g5 · Pion noir sur case noire h4 · Fou blanc sur case blanche d3 · Pion blanc sur case blanche h3 · Pion blanc sur case blanche g2 | Cavalier noir sur case blanche e8 · Roi noir sur case noire f8 · Fou noir sur case blanche b7 · Pion noir sur case noire f6 · Pion blanc sur case blanche b5 · Cavalier blanc sur case blanche d5 · Roi blanc sur case noire e5 · Pion noir sur case noire g5 · Pion noir sur case noire h4 · Fou blanc sur case blanche d3 · Pion blanc sur case blanche h3 · Pion blanc sur case blanche g2 | Cavalier noir sur case blanche e8 · Roi noir sur case noire f8 · Fou noir sur case blanche b7 · Pion noir sur case noire f6 · Pion blanc sur case blanche b5 · Cavalier blanc sur case blanche d5 · Roi blanc sur case noire e5 · Pion noir sur case noire g5 · Pion noir sur case noire h4 · Fou blanc sur case blanche d3 · Pion blanc sur case blanche h3 · Pion blanc sur case blanche g2 | Cavalier noir sur case blanche e8 · Roi noir sur case noire f8 · Fou noir sur case blanche b7 · Pion noir sur case noire f6 · Pion blanc sur case blanche b5 · Cavalier blanc sur case blanche d5 · Roi blanc sur case noire e5 · Pion noir sur case noire g5 · Pion noir sur case noire h4 · Fou blanc sur case blanche d3 · Pion blanc sur case blanche h3 · Pion blanc sur case blanche g2 | Cavalier noir sur case blanche e8 · Roi noir sur case noire f8 · Fou noir sur case blanche b7 · Pion noir sur case noire f6 · Pion blanc sur case blanche b5 · Cavalier blanc sur case blanche d5 · Roi blanc sur case noire e5 · Pion noir sur case noire g5 · Pion noir sur case noire h4 · Fou blanc sur case blanche d3 · Pion blanc sur case blanche h3 · Pion blanc sur case blanche g2 | Cavalier noir sur case blanche e8 · Roi noir sur case noire f8 · Fou noir sur case blanche b7 · Pion noir sur case noire f6 · Pion blanc sur case blanche b5 · Cavalier blanc sur case blanche d5 · Roi blanc sur case noire e5 · Pion noir sur case noire g5 · Pion noir sur case noire h4 · Fou blanc sur case blanche d3 · Pion blanc sur case blanche h3 · Pion blanc sur case blanche g2 | 4 |
| 3 | Cavalier noir sur case blanche e8 · Roi noir sur case noire f8 · Fou noir sur case blanche b7 · Pion noir sur case noire f6 · Pion blanc sur case blanche b5 · Cavalier blanc sur case blanche d5 · Roi blanc sur case noire e5 · Pion noir sur case noire g5 · Pion noir sur case noire h4 · Fou blanc sur case blanche d3 · Pion blanc sur case blanche h3 · Pion blanc sur case blanche g2 | Cavalier noir sur case blanche e8 · Roi noir sur case noire f8 · Fou noir sur case blanche b7 · Pion noir sur case noire f6 · Pion blanc sur case blanche b5 · Cavalier blanc sur case blanche d5 · Roi blanc sur case noire e5 · Pion noir sur case noire g5 · Pion noir sur case noire h4 · Fou blanc sur case blanche d3 · Pion blanc sur case blanche h3 · Pion blanc sur case blanche g2 | Cavalier noir sur case blanche e8 · Roi noir sur case noire f8 · Fou noir sur case blanche b7 · Pion noir sur case noire f6 · Pion blanc sur case blanche b5 · Cavalier blanc sur case blanche d5 · Roi blanc sur case noire e5 · Pion noir sur case noire g5 · Pion noir sur case noire h4 · Fou blanc sur case blanche d3 · Pion blanc sur case blanche h3 · Pion blanc sur case blanche g2 | Cavalier noir sur case blanche e8 · Roi noir sur case noire f8 · Fou noir sur case blanche b7 · Pion noir sur case noire f6 · Pion blanc sur case blanche b5 · Cavalier blanc sur case blanche d5 · Roi blanc sur case noire e5 · Pion noir sur case noire g5 · Pion noir sur case noire h4 · Fou blanc sur case blanche d3 · Pion blanc sur case blanche h3 · Pion blanc sur case blanche g2 | Cavalier noir sur case blanche e8 · Roi noir sur case noire f8 · Fou noir sur case blanche b7 · Pion noir sur case noire f6 · Pion blanc sur case blanche b5 · Cavalier blanc sur case blanche d5 · Roi blanc sur case noire e5 · Pion noir sur case noire g5 · Pion noir sur case noire h4 · Fou blanc sur case blanche d3 · Pion blanc sur case blanche h3 · Pion blanc sur case blanche g2 | Cavalier noir sur case blanche e8 · Roi noir sur case noire f8 · Fou noir sur case blanche b7 · Pion noir sur case noire f6 · Pion blanc sur case blanche b5 · Cavalier blanc sur case blanche d5 · Roi blanc sur case noire e5 · Pion noir sur case noire g5 · Pion noir sur case noire h4 · Fou blanc sur case blanche d3 · Pion blanc sur case blanche h3 · Pion blanc sur case blanche g2 | Cavalier noir sur case blanche e8 · Roi noir sur case noire f8 · Fou noir sur case blanche b7 · Pion noir sur case noire f6 · Pion blanc sur case blanche b5 · Cavalier blanc sur case blanche d5 · Roi blanc sur case noire e5 · Pion noir sur case noire g5 · Pion noir sur case noire h4 · Fou blanc sur case blanche d3 · Pion blanc sur case blanche h3 · Pion blanc sur case blanche g2 | Cavalier noir sur case blanche e8 · Roi noir sur case noire f8 · Fou noir sur case blanche b7 · Pion noir sur case noire f6 · Pion blanc sur case blanche b5 · Cavalier blanc sur case blanche d5 · Roi blanc sur case noire e5 · Pion noir sur case noire g5 · Pion noir sur case noire h4 · Fou blanc sur case blanche d3 · Pion blanc sur case blanche h3 · Pion blanc sur case blanche g2 | 3 |
| 2 | Cavalier noir sur case blanche e8 · Roi noir sur case noire f8 · Fou noir sur case blanche b7 · Pion noir sur case noire f6 · Pion blanc sur case blanche b5 · Cavalier blanc sur case blanche d5 · Roi blanc sur case noire e5 · Pion noir sur case noire g5 · Pion noir sur case noire h4 · Fou blanc sur case blanche d3 · Pion blanc sur case blanche h3 · Pion blanc sur case blanche g2 | Cavalier noir sur case blanche e8 · Roi noir sur case noire f8 · Fou noir sur case blanche b7 · Pion noir sur case noire f6 · Pion blanc sur case blanche b5 · Cavalier blanc sur case blanche d5 · Roi blanc sur case noire e5 · Pion noir sur case noire g5 · Pion noir sur case noire h4 · Fou blanc sur case blanche d3 · Pion blanc sur case blanche h3 · Pion blanc sur case blanche g2 | Cavalier noir sur case blanche e8 · Roi noir sur case noire f8 · Fou noir sur case blanche b7 · Pion noir sur case noire f6 · Pion blanc sur case blanche b5 · Cavalier blanc sur case blanche d5 · Roi blanc sur case noire e5 · Pion noir sur case noire g5 · Pion noir sur case noire h4 · Fou blanc sur case blanche d3 · Pion blanc sur case blanche h3 · Pion blanc sur case blanche g2 | Cavalier noir sur case blanche e8 · Roi noir sur case noire f8 · Fou noir sur case blanche b7 · Pion noir sur case noire f6 · Pion blanc sur case blanche b5 · Cavalier blanc sur case blanche d5 · Roi blanc sur case noire e5 · Pion noir sur case noire g5 · Pion noir sur case noire h4 · Fou blanc sur case blanche d3 · Pion blanc sur case blanche h3 · Pion blanc sur case blanche g2 | Cavalier noir sur case blanche e8 · Roi noir sur case noire f8 · Fou noir sur case blanche b7 · Pion noir sur case noire f6 · Pion blanc sur case blanche b5 · Cavalier blanc sur case blanche d5 · Roi blanc sur case noire e5 · Pion noir sur case noire g5 · Pion noir sur case noire h4 · Fou blanc sur case blanche d3 · Pion blanc sur case blanche h3 · Pion blanc sur case blanche g2 | Cavalier noir sur case blanche e8 · Roi noir sur case noire f8 · Fou noir sur case blanche b7 · Pion noir sur case noire f6 · Pion blanc sur case blanche b5 · Cavalier blanc sur case blanche d5 · Roi blanc sur case noire e5 · Pion noir sur case noire g5 · Pion noir sur case noire h4 · Fou blanc sur case blanche d3 · Pion blanc sur case blanche h3 · Pion blanc sur case blanche g2 | Cavalier noir sur case blanche e8 · Roi noir sur case noire f8 · Fou noir sur case blanche b7 · Pion noir sur case noire f6 · Pion blanc sur case blanche b5 · Cavalier blanc sur case blanche d5 · Roi blanc sur case noire e5 · Pion noir sur case noire g5 · Pion noir sur case noire h4 · Fou blanc sur case blanche d3 · Pion blanc sur case blanche h3 · Pion blanc sur case blanche g2 | Cavalier noir sur case blanche e8 · Roi noir sur case noire f8 · Fou noir sur case blanche b7 · Pion noir sur case noire f6 · Pion blanc sur case blanche b5 · Cavalier blanc sur case blanche d5 · Roi blanc sur case noire e5 · Pion noir sur case noire g5 · Pion noir sur case noire h4 · Fou blanc sur case blanche d3 · Pion blanc sur case blanche h3 · Pion blanc sur case blanche g2 | 2 |
| 1 | Cavalier noir sur case blanche e8 · Roi noir sur case noire f8 · Fou noir sur case blanche b7 · Pion noir sur case noire f6 · Pion blanc sur case blanche b5 · Cavalier blanc sur case blanche d5 · Roi blanc sur case noire e5 · Pion noir sur case noire g5 · Pion noir sur case noire h4 · Fou blanc sur case blanche d3 · Pion blanc sur case blanche h3 · Pion blanc sur case blanche g2 | Cavalier noir sur case blanche e8 · Roi noir sur case noire f8 · Fou noir sur case blanche b7 · Pion noir sur case noire f6 · Pion blanc sur case blanche b5 · Cavalier blanc sur case blanche d5 · Roi blanc sur case noire e5 · Pion noir sur case noire g5 · Pion noir sur case noire h4 · Fou blanc sur case blanche d3 · Pion blanc sur case blanche h3 · Pion blanc sur case blanche g2 | Cavalier noir sur case blanche e8 · Roi noir sur case noire f8 · Fou noir sur case blanche b7 · Pion noir sur case noire f6 · Pion blanc sur case blanche b5 · Cavalier blanc sur case blanche d5 · Roi blanc sur case noire e5 · Pion noir sur case noire g5 · Pion noir sur case noire h4 · Fou blanc sur case blanche d3 · Pion blanc sur case blanche h3 · Pion blanc sur case blanche g2 | Cavalier noir sur case blanche e8 · Roi noir sur case noire f8 · Fou noir sur case blanche b7 · Pion noir sur case noire f6 · Pion blanc sur case blanche b5 · Cavalier blanc sur case blanche d5 · Roi blanc sur case noire e5 · Pion noir sur case noire g5 · Pion noir sur case noire h4 · Fou blanc sur case blanche d3 · Pion blanc sur case blanche h3 · Pion blanc sur case blanche g2 | Cavalier noir sur case blanche e8 · Roi noir sur case noire f8 · Fou noir sur case blanche b7 · Pion noir sur case noire f6 · Pion blanc sur case blanche b5 · Cavalier blanc sur case blanche d5 · Roi blanc sur case noire e5 · Pion noir sur case noire g5 · Pion noir sur case noire h4 · Fou blanc sur case blanche d3 · Pion blanc sur case blanche h3 · Pion blanc sur case blanche g2 | Cavalier noir sur case blanche e8 · Roi noir sur case noire f8 · Fou noir sur case blanche b7 · Pion noir sur case noire f6 · Pion blanc sur case blanche b5 · Cavalier blanc sur case blanche d5 · Roi blanc sur case noire e5 · Pion noir sur case noire g5 · Pion noir sur case noire h4 · Fou blanc sur case blanche d3 · Pion blanc sur case blanche h3 · Pion blanc sur case blanche g2 | Cavalier noir sur case blanche e8 · Roi noir sur case noire f8 · Fou noir sur case blanche b7 · Pion noir sur case noire f6 · Pion blanc sur case blanche b5 · Cavalier blanc sur case blanche d5 · Roi blanc sur case noire e5 · Pion noir sur case noire g5 · Pion noir sur case noire h4 · Fou blanc sur case blanche d3 · Pion blanc sur case blanche h3 · Pion blanc sur case blanche g2 | Cavalier noir sur case blanche e8 · Roi noir sur case noire f8 · Fou noir sur case blanche b7 · Pion noir sur case noire f6 · Pion blanc sur case blanche b5 · Cavalier blanc sur case blanche d5 · Roi blanc sur case noire e5 · Pion noir sur case noire g5 · Pion noir sur case noire h4 · Fou blanc sur case blanche d3 · Pion blanc sur case blanche h3 · Pion blanc sur case blanche g2 | 1 |
|   | a | b | c | d | e | f | g | h |   |

La validation d'un coup candidat consiste à toujours supposer que l'adversaire trouvera les meilleures répliques, et à essayer de trouver quelle sera cette réplique pour chaque coup que l'on envisage de jouer. On doit alors être sûr que la réponse de l'adversaire n’introduit pas une menace qui ne peut être parée.
À chaque coup, et non à la majorité d'entre eux seulement, il faut s'assurer que l'on sera en mesure d'atteindre le coup suivant sans rencontrer de menace imparable. Un contre-exemple est le tournoi de Linares de 1992 où, dans la position ci-contre, Nigel Short joua vite et sans réflexion sérieuse : 58. Re6?? Aleksandr Beliavski répliqua a tempo 58. Fc8#.

## Les programmes informatiques et les coups-candidats
La capacité des humains à trouver des coups candidats reste l'une des principales différences entre eux et les ordinateurs d'échecs. Bien que les premiers programmeurs d'échecs aient fait des efforts considérables pour rendre les ordinateurs capables de recherche sélective de coups candidats, ces derniers n'ont jamais particulièrement bien joué, et ont été rapidement supplantés par les ordinateurs utilisant la recherche par force brute (recherche exhaustive).
Aujourd'hui, la plupart des programmes d'échecs s'appuient encore principalement sur la recherche par force brute (« recherches de type A »), examinant chaque coup possible, mais à mesure que les algorithmes de recherche se sont améliorés, les moteurs d'échecs actuels semblent de plus en plus effectuer des « recherches de type B » (recherche de coups candidats à la manière de Kotov) : ils sélectionnent quelques coups présumés bons pour chaque position et éliminent les autres sans chercher plus loin.
Les programmes de type B utilisent deux raffinements :
- emploi de la recherche quiescente (en)
- emploi de l'élagage en avant[8].